# Bandy i Finland
Organiserad bandy i Finland började utövas i slutet av 1800-talet. Finlands högsta division i bandy heter på herrsidan Bandyligan, och idag spelas det främst bandy i orter som Helsingfors, Varkaus, Kemi, Borgå, Torneå, Björneborg, Uleåborg, Jyväskylä, S:t Michel och Villmanstrand.

## Historik
Spelet spred sig från Sankt Petersburg. Köpman Otto Wächter från Viborg introducerade spelet i Finland. Han blev ordförande för Viborgs Skridskoklubb, samtidigt som Viborgs Skridskoklubb utgjorde grunden för spelets utbredning i Finland. Den 21 mars 1899 spelade Viborgs Skridskoklubb sin första bandymatch i Sankt Petersburg. Därvarande Amatörsportföreningen, som vann med 5-4, stod för motståndet. Bandyn spred sig senare till Helsingfors.
I maj 1907 bildades Finlands Bollförbund, som anordnade organiserad bandy och fotboll i Finland fram tills det att bandysektionen bröt sig ur och bildade Finlands Bandyförbund i mars 1972.
1908 startade det första finländska mästerskapet. PUS vann med 8-3 mot IFK Helsingfors, och i början dominerade lag från orter som Viborg och Helsingfors. Viipurin Sudet och IFK Helsingfors dominerade från 1910 och fram till 1930-talet, och tillsammans har de vunnit 14 mästerskap. Från 1940-talet började WP 35 tillhöra de främsta, och har vunnit 16 mästerskap. Sedan 1950-talet har även klubbarna Oulun Luistinseura och Oulun Palloseura i Uleåborg varit framgångsrrika, sammanlagt har de två vunnuit 13 mästerskap. I början av 2000-talet har ToPV dominerat med sex raka mästerskap.

## Finländska mästerskap och landslag

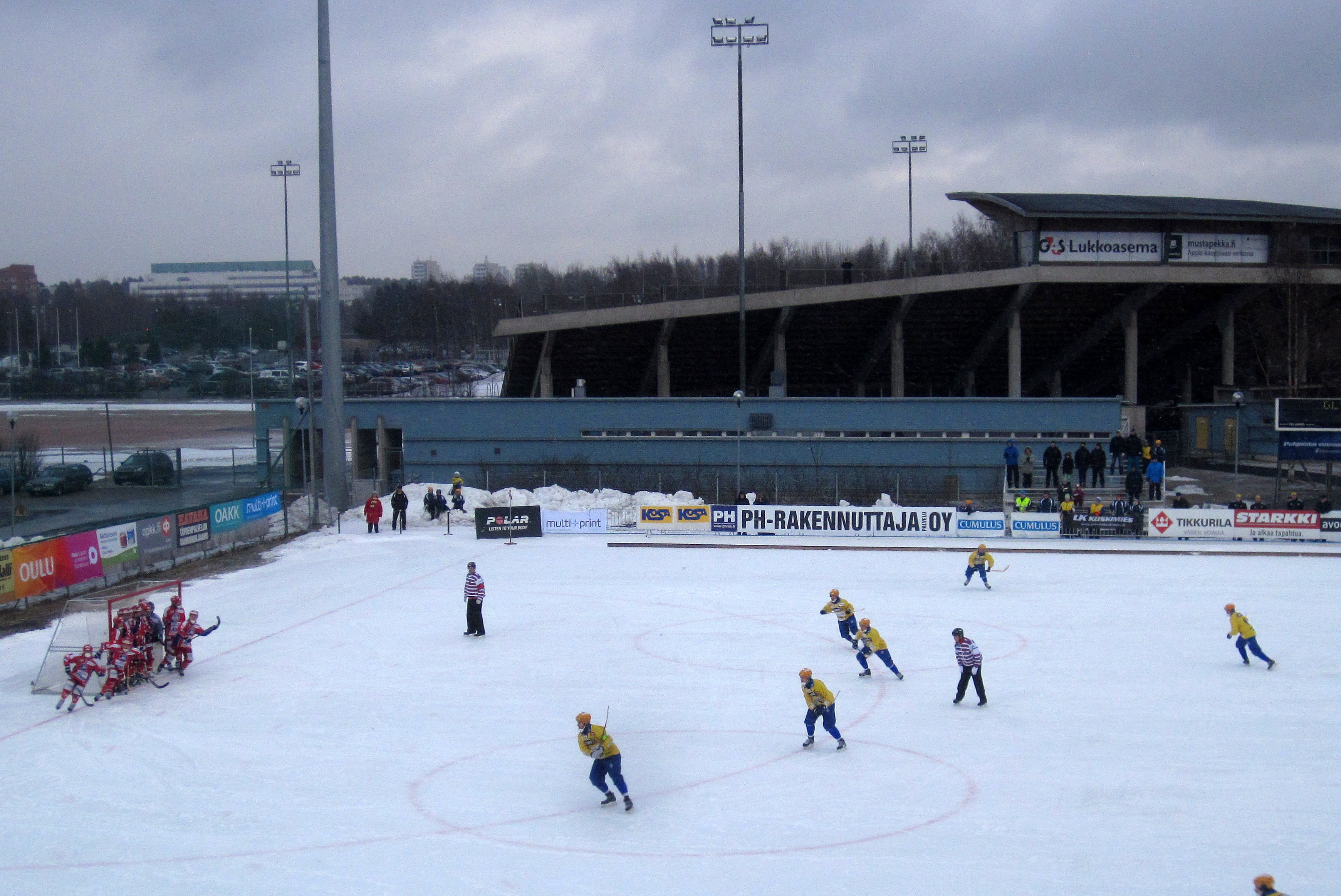
OLS besegrar Jyväskylän Seudun Palloseura med 4–2 vid finalen om Finländska mästerskapet i mars 2014.

Finländska mästerskap har spelats årligen med undantag för krigsåren 1918, 1940 och 1942
. Ungdomsmästerskap har avgjorts sedan U-19-mästerskapet startade 1943. U-11-mästerskapet startade 1969. Numera spelas finländska mästerskap för ungdomar på fem olika nivåer. Dessutom spelas lokala distriktsmästerskap, samt turneringar distrikten emellan.
1977 byggdes den första konstisen i Åggelby, Helsingfors, och idag finns det 11 konstfrusna bandybanor i landet.
Finlands herrlandslag i bandy spelade sig första landskamp den 23 februari 1919 i Helsingfors. Sverige besegrades med 4-1 inför 6 000 åskådare. Finland spelade även sex landskamper mot Estland åren 1923-1934. Finlands herrar blev 2004 världsmästare för första gången.